# أرون تايلور (لاعب كرة قدم)
أرون تايلور (بالإنجليزية: Aaron Taylor)‏ (8 مارس 1990 في المملكة المتحدة - ) هو لاعب كرة قدم بريطاني في مركز الهجوم. لعب مع كندل تاون ‏ ونادي ويتون ألبيون وBamber Bridge F.C. ‏ ونادي بارو ونادي موركامب.

## وصلات خارجية
- أرون تايلور على موقع قاعدة بيانات كرة القدم.إي يو (الإنجليزية)
- أرون تايلور على موقع Soccerbase.com (لاعب) (الإنجليزية)